# 馬里納戈爾卡
馬里納戈爾卡（羅馬化：Mar'ina Gorka）是白俄羅斯的城鎮，位於首都明斯克以南60公里，由明斯克州負責管轄，面積8.2平方公里，海拔高度169米，每年平均降雨量631毫米，2009年人口21,446。